# Новологиново (Колосовский район)
Новоло́гиново — село в Колосовском районе Омской области. Административный центр Новологиновского сельского поселения.

## История
Основано в 1895 году. В 1928 году село состояло из 159 хозяйств, основное население — русские. В административном отношении являлось центром Ново-Логиновского сельсовета Нижне-Колосовского района Тарского округа Сибирского края.

## Население
| 1926 | 2010 |
| ---- | ---- |
| 799  | ↘470 |

## Улицы
| - ул. Береговая, - ул. Заречная, | - ул. Молодёжная, - ул. Центральная. |